# Liste des cardinaux créés par Eugène III
Le pape Eugène III (1145-1153) a créé 38 cardinaux dans 6 consistoires.

## 1145
- Bernardo, chanoine régulier de S. Frediano de Lucca, prieur du monastère du Latran, Rome
- Giordano Bobone
- Guy
- Raniero Marescotti
- Cinzio
- Bercarco
- Gerardo
- Guido

## 1146
- Nicholas Breakspear, chanoine régulier de Saint-Ruf d'Avignon, abbé général de son ordre
- Bernard, O.S.B.Cas.
- Gregorio

## 1148ou1149
- Guido
- Giovanni
- Greco
- Gerardo Caccianemici, chanoine au chapitre de la cathédrale de  Pise
- Galfroy
- Gualterio

## 1150
- Hughes, O.Cist., abbé de l'abbaye de Trois-Fontaines, Châlons-sur-Marne
- Giovanni Conti
- Gerardo
- Cenzio
- Rolando Bandinelli, chanoine régulier de Lateranense
- Errico Moricotti, O.Cist., abbé de Ss. Vincenzo ed Atanasio, Rome
- Giovanni Mercone, archidiacre de Tyr
- Cenzio
- Giovanni
- Sylvester, O.S.B., abbé de l'abbaye de Subiaco
- Jean, O.S.B.Cluny, abbé de l'abbaye de  Déols
- Ardizzone, évêque de Cumes
- Matteo
- Guido di Crema

## 1151
- Alberto
- Bernard de Rennes

## 1152
- Gérard de Namur † 1155
- Ildebrando Grassi, administrateur du diocèse de Modène
- Ottone
- Ildebrando
- Odone
- Gregorio